# Estação Estádio do Dragão
Estádio do Dragão é uma estação do Metro do Porto, na cidade do Porto, em Portugal. O seu nome de projecto era Estação das Antas.

## Localização
Situa-se na freguesia de Campanhã, na cidade do Porto, junto do Estádio do Dragão e do centro Comercial Alameda Shop&Spot, inicialmente Dolce Vita.

## Serviços
É a estação terminal de composições provenientes da Póvoa de Varzim, Aeroporto e de Matosinhos, linhas A, B e E da Metro do Porto, e é uma das estações da Linha F.
Serviu até 6 de setembro de 2010 de terminus de veículos provenientes das estações ISMAI e Fórum Maia, da linha C da Metro do Porto. Atualmente o serviço parte da estação seguinte (Campanhã).